# Borja Bastón
Borja González Tomás (Madrid, 25 augustus 1992) - alias Borja Bastón -  is een Spaans voetballer die doorgaans als aanvaller speelt. 

## Clubcarrière
Borja begon op achtjarige leeftijd met voetballen bij Atlético Madrid, de club uit zijn geboortestad. Tijdens het seizoen 2009/10 scoorde hij twaalf keer voor het B-elftal in de Segunda División B, het derde niveau in Spanje. Op 15 mei 2010 debuteerde hij in de Primera División tegen Getafe CF. Hij viel na 58 minuten in voor Tiago, maar moest zich twintig minuten later van het veld laten dragen nadat hij zijn voorste kruisband afscheurde. Hij keerde na zeven maanden terug bij Atlético B.
Daarna volgde vier uitleenbeurten naar ploegen uit de Segunda División A. Eerst werd hij tijdens het seizoen 2011/12 uitgeleend aan het net gepromoveerde Real Murcia.  Hij zou er viermaal scoren in 21 wedstrijden en droeg zo zijn steentje bij aan de redding van de ploeg. Het daaropvolgende seizoen 2012/13 werd hij opnieuw uitgeleend, ditmaal aan SD Huesca. Daar scoorde hij reeds negen keer in 31 competitiewedstrijden. Dit voldeed niet om de degradatie te ontlopen. De derde uitleen was tijdens het seizoen 2013/14 bij Deportivo La Coruña. Daarvoor maakte hij tien doelpunten in 34 wedstrijden. De ploeg werd tweede en kon zo de promotie naar de Primera División afdwingen. De vierde uitleen was tijdens het seizoen 2014/15 aan Real Zaragoza. Daarvoor maakte hij 23 doelpunten in 40 wedstrijden. De ploeg eindigde zesde in het eindklassement en kon zo aan de eindronde voor de laatste promotieplaats deelnemen. Tijdens de eerste ronde werd Girona FC uitgeschakeld, maar in de finale werd verloren van UD Las Palmas doordat die ploeg een uitdoelpunt kon scoren.  De vijfde en laatste uitleen was naar SD Eibar, een ploeg uit de Primera División.  Hij scoorde achttien doelpunten tijdens zesendertig wedstrijden.
Vanaf seizoen 2016/17 tekende hij een vierjarig contract bij Swansea City AFC, spelend in de Premier League.  De transfersom bedroeg 15.5 MGBP.  Sinds dit eerste seizoen scoorde hij een doelpunt uit slechts vier wedstrijden.  Daarom werd hij voor seizoen 2017/18 uitgeleend aan Málaga CF, een ploeg uit de Primera División. Hij scoorde slechts twee doelpunten tijdens twintig optredens.  Dit kon niet vermijden dat de ploeg degradeerde.  Vanaf seizoen 2018/19 werd hij weer uitgeleend, deze keer Deportivo Alavés, een andere ploeg uit de Primera División.  Bij deze ploeg eindigde hij op een mooie elfde plaats en scoorde vijf doelpunten uit zesentwintig wedstrijden.  Tijdens seizoen 2019/20 keerde hij terug naar Swansea, waar hij nog een half seizoen zou verblijven.
Op 31 januari 2020 tekende hij voor Aston Villa, een ploeg uit de Premier League.  Hij zou er echter maar twee wedstrijden spelen.
Vanaf seizoen 2020/21 kwam hij terecht bij CD Leganés, een ploeg uit de Primera División.  Hij scoorde vijf doelpunten tijdens vijfendertig wedstrijden, maar kon niet voorkomen dat de ploeg degradeerde.
Ook hij ging vanaf seizoen 2021/22 een niveau lager spelen bij Real Oviedo, een ploeg uit de Segunda División.

## Interlandcarrière
Borja kwam uit voor diverse Spaanse nationale jeugdselecties. Hij maakte onder meer twaalf doelpunten in 22 wedstrijden voor Spanje –17, waarmee hij deelnam aan zowel het EK –17 van 2009 als het WK –17 van 2009. Hij won met Spanje –19 het EK –19 van 2011, hoofdzakelijk als reservespeler.

## Erelijst
| Europees kampioen –19 | 1x | 2011 |

1 Fisher ·
2 Key ·
3 Pedersen ·
4 Fulton ·
5 Cabango ·
6 Darling ·
7 Allen ·
8 Grimes  ·
9 Vipotnik ·
10 Eom ·
11 Ginnelly ·
14 Tymon ·
17 Franco ·
19 Bianchini ·
20 Cullen ·
21 Tjoe-A-On ·
22 Vigouroux ·
23 Christie ·
25 Peart-Harris ·
26 Naughton ·
29 Broome ·
30 Ashby ·
31 Cooper ·
32 Abbey ·
33 McLaughlin ·
35 Ronald ·
37 Govea ·
41 Parker ·
47 Abdulai ·
Coach: Williams